# Discografia Lucreției Ciobanu
Discografia Lucreției Ciobanu cuprinde discuri de gramofon, viniluri, casete audio, CD-uri, ce conțin înregistrări realizate la casele de discuri Electrecord și Vivo și la Societatea Română de Radiodifuziune.

## Discuri Electrecord
| An   | Număr de catalog   | Format                     | Piese | Acompaniament |
| 1956 | EPA 2153           | shellac, 25 cm, 78 RPM     | La fântâna vadului | O.M.P.R., dirijor Radu Voinescu |
| 1956 | EPA 2155           | shellac, 25 cm, 78 RPM     | Pe la noi pe la Săliște | O.M.P.R., dirijor Radu Voinescu |
| 1958 | EPA 2579           | shellac, 25 cm, 78 RPM     | Romana de la Dej (Bădiță sărutul tău) | Orchestra „Electrecord”, dirijor Nicu Stănescu |
| 1958 | EPA 2583           | shellac, 25 cm, 78 RPM     | Joc de doi cu strigături | Orchestra „Electrecord”, dirijor Nicu Stănescu |
| 1958 | EPA 2594           | shellac, 25 cm, 78 RPM     | Cântecul călușerilor din Sibiu | Orchestra „Electrecord”, dirijor Nicu Stănescu |
| 1961 | EPA 3064           | shellac, 25 cm, 78 RPM     | Sara bună, mândro bună | O.M.P.R., dirijor Victor Predescu |
| 1962 | EPA 3201           | shellac, 25 cm, 78 RPM     | 1. Pe la noi pe la Săliște 2. Pe izvor, pe izvoraș | O.M.P.R., dirijori: Victor Predescu (1), Radu Voinescu (2) |
| 1962 | EPA 3202           | shellac, 25 cm, 78 RPM     | Zi-i bade cu fluiera Cât îi soarele de sus | O.M.P.R., dirijor Victor Predescu |
| 1962 | EPC 305            | vinil, 17 cm, 33 ⅓ RPM     | 1. Pe la noi pe la Săliște 2. Pe izvor, pe izvoraș 3. Zi-i bade cu fluiera 4. Cât îi soarele de sus | O.M.P.R., dirijori: Victor Predescu (1, 3, 4), Radu Voinescu (2) |
| 1962 | EPE 0108           | vinil, LP, 30 cm, 33 ⅓ RPM | 6. Zi-i bade cu fluiera 13. Pe izvor, pe izvoraș | O.M.P.R., dirijori: Victor Predescu (6), Radu Voinescu (13) |
| 1963 | EPA 3262           | shellac, 25 cm, 78 RPM     | Mult mi-e dor și iar mi-e dor Spune-mi mândro adevărat | O.M.P.R., dirijor George Vancu |
| 1963 | EPC 380            | vinil, 17 cm, 33 ⅓ RPM     | 1. Codrule, frunzele tale 2. Mult mi-e dor și iar mi-e dor 3. Spune-mi mândro adevărat 4. Zi-i bade cu fluiera | O.M.P.R., dirijori: George Vancu (1-3), Victor Predescu (4) |
| 1963 | EPA 3295           | shellac, 25 cm, 78 RPM     | Feciorii din Rășinari Ia uitați-vă feciori | orchestra George Vancu |
| 1963 | EPA 3296           | shellac, 25 cm, 78 RPM     | 1. Vin ciobanii printre munți 2. Hai flăcăi din multe sate | O.M.P.R., dirijori: Victor Predescu (1), George Vancu (2) |
| 1963 | EPC 437            | vinil, 17 cm, 33 ⅓ RPM     | 1. Feciorii din Rășinari 2. Ia uitați-vă feciori 3. Lung îi drumul și bătut 4. Hai flăcăi din alte sate | orchestra George Vancu (1, 2), O.M.P.R., dirijori: Radu Voinescu (3), George Vancu (4) |
| 1966 | EPD 1128           | vinil, LP, 25 cm, 33 ⅓ RPM | 1. Dragu mi-i pădurea vara 2. Gată-te, codrule bine 3. Cât o fost vara de lungă 4. Dragu mi-i bădiță (Bradul din Aliuș) 5. Vino dragă primăvară 6. Am avut drăguț în sat 7. Eu ți-am spus badeo de-aseară 8. Haideți flăcăi la soroc | orchestra George Vancu |
| 1966 | ST-EPD 1141        | vinil, LP, 25 cm, 33 ⅓ RPM | 1. Gată-te, codrule bine 2. Cât o fost vara de lungă 3. Dragu mi-i bădiță (Bradul din Aliuș) 4. Vino dragă primăvară 5. Am avut drăguț în sat 6. Eu ți-am spus badeo de-aseară | orchestra George Vancu |
| 1967 | EPE 0281           | vinil, LP, 30 cm, 33 ⅓ RPM | 4. Vin ciobanii printre munți 13. Cât o fost vara de lungă | O.M.P.R., dirijor Victor Predescu (4), orchestra George Vancu (13) |
| 1968 | EPC 938            | vinil, 17 cm, 33 ⅓ RPM     | 1. Apuca-m-aș de jucat 2. Mireasa noastră cu flori 3. Când eram în satul meu 4. Cucule, penele tale | orchestra George Vancu |
| 1968 | EPC 10.021         | vinil, 17 cm, 33 ⅓ RPM     | 1. Lungu-i drumul Clujului 2. Sărace, doruțule 3. Tot trecând la mândra dealul 4. M-a luat neamțul catană | orchestra George Vancu |
| 1967 | EPE 0383           | vinil, LP, 30 cm, 33 ⅓ RPM | 6. Apuca-m-aș de jucat 9. Măi bădiță de la miei | orchestra George Vancu |
| 1970 | EPD 1248           | vinil, LP, 25 cm, 33 ⅓ RPM | 1. Pleacă oile la munte 2. Chiuie badea din coastă 3. Cine n-are dor pe vale 4. Bădiță, sărutul tău 5. Ușor bade, să nu cazi 6. Dragu-mi-i la umbra deasă 7. Vino, iute, dorule 8. Ridică-te, negură 9. Când treci bade pe la mine 10. Pe la poarta cui mi-e drag | orchestra George Vancu |
| 1972 | EPD 1296           | vinil, 25 cm, 33 ⅓ RPM     | 1. Dragu mi-i ulița lungă 2. Te-aștept bădiță cu dor 3. S-o dus badea-n luna mai 4. Cobor oile, cobor 5. S-o dus badea, nu mai vine 6. Ia-mă bădiță de mijloc 7. Săracă inimă bună 8. Când mă văd în neamul meu | orchestra George Vancu |
| 1975 | EPE 01112          | vinil, LP, 30 cm, 33 ⅓ RPM | 1. Cobor oile, cobor 2. Haideți flăcăi la soroc 3. Dragu mi-i pădurea vara 4. Dragu mi-i ulița lungă 5. S-o dus badea-n luna mai 6. Eu ți-am spus badeo de-aseară 7. Te-aștept bădiță cu dor 8. Gată-te codrule bine 9. Cât o fost vara de lungă 10. Dragu mi-i bădiță (Bradul din Aliuș) 11. Vino dragă primăvară 12. Am avut drăguț în sat | orchestra George Vancu |
| 1975 | EPE 01171          | vinil, LP, 30 cm, 33 ⅓ RPM | 1. Codrule, bătrânule 2. Presărate-s stele-n nori 3. Joacă-mă bădiță ca la noi în sat 4. Firicel de iarbă neagră 5. Toate zilele-s cu dor 6. Bade, pentru ochii tăi 7. Sună codrul și răsună 8. Când vii bade-n șezătoare 9. Dorule, măi dor bolând 10. De-ar fi lună de cu seară 11. Greu îi dorul badelui | orchestra George Vancu |
| 1975 | STC 0044           | casetă audio               | 1. Codrule, bătrânule 2. Presărate-s stele-n nori 3. Joacă-mă bădiță ca la noi în sat 4. Firicel de iarbă neagră 5. Toate zilele-s cu dor 6. Bade, pentru ochii tăi 7. Sună codrul și răsună 8. Când vii bade-n șezătoare 9. Dorule, măi dor bolând 10. De-ar fi lună de cu seară 11. Greu îi dorul badelui 12. Cobor oile, cobor 13. Haideți flăcăi la soroc 14. Dragu mi-i pădurea vara 15. Dragu mi-i ulița lungă 16. S-o dus badea-n luna mai 17. Eu ți-am spus badeo de-aseară 18. Gată-te codrule bine | orchestra George Vancu |
| 1979 | ST-EPE 01571       | vinil, LP, 30 cm, 33 ⅓ RPM | 1. Vai, săracul bădița 2. Spune mândro adevărat 3. Badea numai cizme are 4. Iar se duc mioarele 5. Mă mir codrule de tine 6. Sară bună, lună plină 7. Pădurice de stejar 8. Câte păsărele-n luncă 9. Auziți feciori cu țundră 10. Săracă lume cu soare 11. Alăturea cu drumul 12. Mi s-o dus bădița, dus | orchestra Radu Voinescu |
| 1983 | EPE 02161          | vinil, LP, 30 cm, 33 ⅓ RPM | 1. Cucule, penele tale 2. Zi-i bade cu fluiera 3. Spune-mi, mândro, adevărat 4. Hai flăcăi din multe sate 5. Codrule, frunzele tale 6. Feciorii din Rășinari 7. S-o dus badea, nu mai vine 8. Ia-mă bădiță, la joc 9. Măi bădiță de la miei 10. Lung îi drumul și bătut 11. Mult mi-e dor și iar mi-e dor 12. Mireasa noastră cu flori 13. Ia uitați-vă deciori 14. Când eram în satul meu 15. Săracă inimă bună | orchestra George Vancu (1, 7, 8, 9, 12, 14, 15), O.M.P.R., dirijori: Victor Predescu (2), George Vancu (3-6, 11, 13), Radu Voinescu (10)                                                    |
| 1985 | ST-EPE 02682       | vinil, LP, 30 cm, 33 ⅓ RPM | 15. Joacă-mă bădiță ca la noi în sat | orchestra George Vancu |
| 1987 | ST-EPE 03230       | vinil, LP, 30 cm, 33 ⅓ RPM | 1. Pleacă oile la munte 2. Chiuie badea din coastă 3. Cine n-are dor pe vale 4. Bădiță, sărutul tău 5. Ușor bade, să nu cazi 6. Dragu mi-i la umbra deasă 7. Vino iute, dorule 8. Ridică-te, negură! 9. Când treci bade pe la mine 10. Pe la poarta cui mi-e drag | orchestra George Vancu |
| 1987 | STC 00482          | casetă audio               | 1. Pleacă oile la munte 2. Chiuie badea din coastă 3. Cine n-are dor pe vale 4. Bădiță, sărutul tău 5. Ușor bade, să nu cazi 6. Apuca-m-aș de jucat 7. Cucule penele tale 8. Lungu-i drumul Clujului 9. Dragu-mi-i la umbra deasă 10. Vino iute, dorule 11. Ridică-te, negură! 12. Când treci bade pe la mine 13. Pe la poarta cui mi-e drag 14. Tot trecând la mândra dealul 15. Cântecul miresei de la Șinca Nouă 16. Sărace doruțule | orchestra George Vancu |
| 1987 | ST-EPE 03151       | vinil, LP, 30 cm, 33 ⅓ RPM | 1. Mulțumescu-ți, primăvară! 2. Bate vântul vinerea 3. Au plecat pe drum la vale 4. Bădiță, sprâncene negre 5. Dragu mi-i în sat la joc 6. Pe Boianu-n jos la vale 7. Când aud zicala mea 8. Peste toate satele 9. M-a trimis tata la coasă 10. Lui, lui, lui, copile, lui (Cântec de leagăn) 11. Bate vântul de la munte 12. Pădure, pădure deasă | orchestra George Vancu |
| 1987 | STC 00453          | casetă audio               | 1. Bădiță, sprâncene negre 2. Peste toate satele 3. Ma trimis tata la coasă 4. Lui, lui, lui, copile, lui (Cântec de leagăn) 5. Pe Boianu-n jos la vale 6. Pădure, pădure deasă 7. Mulțumescu-ți, primăvară! 8. Bate vântul vinerea 9. Au plecat pe drum la vale 10. Dragu mi-i în sat la joc 11. Când aud zicala mea 12. Bate vântul de la munte 13. Pe-o margine de pământ | orchestra George Vancu |
| 1996 | STC 001127 RO 3009 | casetă audio               | 1. Pleacă oile la munte 2. Ridică-te, negură! 3. Mulțumescu-ți, primăvară! 4. Dragu mi-i pădurea vara 5. Hai flăcăi din multe sate 6. Cine n-are dor pe vale 7. Toate zilele-s cu dor 8. Presărate-s stele-n nori 9. Vai, săracul bădița 10. Auziți feciori cu țundră 11. Bade, pentru ochii tăi 12. De-ar fi lună de cu seară 13. Vino dragă primăvară | orchestra George Vancu (1-4, 6-8, 11-13), O.M.P.R., dirijor George Vancu (5), orchestra Radu Voinescu (9, 10)                                                                               |
| 2001 | EDC 439            | compact disc               | 1. Pleacă oile la munte 2. Greu îi dorul badelui 3. Bate vântu-n curmătură 4. Au plecat pe drum la vale 5. Haideți flăcăi la soroc 6. Mulțumescu-ți, primăvară! 7. Codrule, bătrânule 8. Bade, pentru ochii tăi 9. Ia uitați-vă feciori 10. Hai flăcăi din multe sate 11. Vino dragă primăvară 12. Lung îi drumul și bătut 13. Ridică-te, negură! 14. Vino iute, dorule 15. Pădurice de stejar 16. Vai, săracul bădița 17. Cine n-are dor pe vale 18. De-ar fi lună de cu seară 19. Presărate-s stele-n noric 20. Cât o fost vara de lungă 21. Când vii bade-n șezătoare 22. Vin ciobanii printre munți 23. Am avut drăguț în sat        | O.M.P.R., dirijor Paraschiv Oprea (1, 3), George Vancu (9, 10), Radu Voinescu (12), Victor Predescu (22), orchestrele: George Vancu (2, 4-8, 11, 13, 14, 17-21, 23), Radu Voinescu (15, 16) |
| 2007 | EDC 772            | compact disc               | 1. Cobor oile, cobor 2. Peste toate satele 3. Bate vântul vinerea 4. Dragu mi-i bădiță (Bradul din Aliuș) 5. Pe Boianu-n jos la vale 6. Iar se duc mioarele 7. Sară bună, lună plină 8. Sună codrul și răsună 9. Gată-te codrule bine 10. Dragu mi-i la umbra deasă 11. Mi s-o dus bădița, dus 12. Toate zilele-s cu dor 13. Mireasa noastră cu flori 14. Când eram în satul meu 15. M-a trimis tata la coasă 16. Măi bădiță de la miei 17. Mult mi-e dor și iar mi-e dor 18. Ia-mă bădiță, la joc 19. Dragu mi-i pădurea vara 20. Pe izvor, pe izvoraș 21. Toate stelele mă-ntreabă 22. Zi-i bade cu fluiera 23. Codrule, frunzele tale | orchestrele: George Vancu (1-5, 8-10, 12-16, 18, 19, 21), Radu Voinescu (6, 7, 11), O.M.P.R., dirijori: George Vancu (17, 23), Radu Voinescu (20), Victor Predescu (22)                     |

## Discuri Vivo
| An   | Titlul albumului                       | Format       | Piese | Acompaniament                                           |
| 1993 | VR-006 Colinde                         | casetă audio | 11. Ia ieșiți-mi boieri mari 13. Judele Domnului Bun 15. Mare minune s-arată                                                                                  | Ansamblul „Călușerul” din Orlat, dirijor Stelian Stoica |
| 1993 | VR-008 Cântece din Mărginimea Sibiului | casetă audio | 2. Săracă lume cu soare 4. Iar se duc mioarele 6 Mult mi-i dor și iar mi-i dor 9. Bade, pălărie mică 11. Mi s-o dus bădița, dus 13. Hai flăcăi din multe sate | Ansamblul „Călușerul” din Orlat, dirijor Stelian Stoica |

## Discuri Poker Sound by Roton
| An   | Titlul albumului          | Format       | Piese | Acompaniament                                                                                            |
| 1995 | P 3009 Cântecele munților | casetă audio | 1. Mulțumescu-ți, primăvară! 2. Dragu mi-i pădurea vara 3. Cine n-are dor pe vale 4. Pleacă oile la munte 5. Ridică-te, negură! 6. Hai flăcăi din multe sate 7. Presărate-s stele-n nori 8. Toate zilele-s cu dor 9. Bade, pentru ochii tăi 10 Vai, săracul bădița 11 De-ar fi lună de cu seară 12. Dragu mi-i bădiță (Bradul din Aliuș) 13. Vino dragă primăvară | orchestra George Vancu (1-5, 7-9, 11-13) O.M.P.R., dirijor George Vancu (6) orchestra Radu Voinescu (10) |

## Jurnalul Național
| An   | Titlul albumului            | Format       | Piese | Acompaniament |
| 2008 | Muzică de Colecție, Vol. 43 | compact disc | 1 Pleacă oile la munte 2 Bate vântu-n curmătură 3 Codrule, bătrânule 4 Bade, pentru ochii tăi 5 Ridică-te, negură! 6 Cine n-are dor pe vale 7 Presărate-s stele-n nori 8 Mulțumescu-ți, primăvară! 9 Ia uitați-vă feciori 10 Dragu mi-i pădurea vara 11 Peste toate satele 12 Pe Boianu-n jos la vale 13 Vino dragă primăvară 14 Vino, iute, dorule 15 Greu îi dorul badelui 16 Sună codrul și răsună 17 Sară bună, lună plină 18 De-ar fi lună de cu seară 19 Pădurice de stejar 20 Bate vântul vinerea 21 Iar se duc mioarele 22 Mi s-o dus bădița, dus | O.M.P.R., dirijori: Paraschiv Oprea (1, 2), George Vancu (9) orchestra George Vancu (3-8, 10-18, 20), orchestra Radu Voinescu (17, 19, 21, 22) |

## Discuri Eurostar
| An   | Titlul albumului           | Format       | Piese | Acompaniament |
| 2010 | E 559 Ciobănaș de la miori | compact disc | 1. Pe izvor, pe izvoraș 2. Ridică-te, negură! 3. Joacă-mă bădiță ca la noi în sat 4. Munte, munte, brad frumos 5. Greu îi dorul badelui 6. Bate vântul vinerea 7. Dragu mi-i în sat să joc 8. Mă mir codrule de tine 9. Feciorii din Rășinari 10. Vin ciobanii printre munți 11. Ia uitați-vă feciori 12. Câte păsărele-n luncă 13. Dragu mi-i bădiță (Bradul din Aliuș) 14. Când vii bade-n șezătoare 15. Cât îi soarele de sus 16. Măi bădiță de la miei          | O.M.P.R., dirijori: Radu Voinescu (1) Victor Predescu (10) George Vancu (4, 9, 11, 14, 15), orchestra George Vancu (2, 3, 5-7, 13, 16), orchestra Radu Voinescu (8, 12) |
| 2010 | E 560 Pleacă oile la munte | compact disc | 1 Pleacă oile la munte 2 Bate vântu-n curmătură 3 De-ar fi lună de cu seară 4 Vino dragă primăvară 5 Lung îi drumul și bătut 6 Bădiță, sărutul tău 7 Iar se duc mioarele 8 Greu îi dorul badelui 9 Mulțumescu-ți, primăvară! 10 Cât o fost vara de lungă 11 Sus la crâșmă-n Dealul Mare (Laie Chioru') 12 Eu ți-am spus badeo de-aseară 13 Gată-te codrule bine 14 Dragu mi-i pădurea vara 15 Sară bună, lună plină 16 Sună codrul și răsună 17 Vai, săracul bădița | O.M.P.R., dirijori: Paraschiv Oprea (1, 2) Radu Voinescu (5), George Vancu (6, 11) orchestra George Vancu (3, 4, 8-10, 12-14, 16) orchestra Radu Voinescu (7, 15, 17)   |

## Discuri Ijac Music Production
| An   | Titlul albumului                     | Format       | Piese | Acompaniament |
| 2010 | IMP-022 Munților, cât veți fi voi... | compact disc | 1. Când mă văd în neamul meu 2. Foaie verde bob năut 3. Bădiță, sărutul tău 4. Gată-te, codrule bine 5. Ia-mă bădiță de mijloc 6. Eu plec satule din tine 7. Mândruță de la Novaci 8. Toate stelele mă-ntreabă 9. Pe izvor, pe izvoraș 10. Bade, pălărie mică 11. Iar se duc mioarele 12. Când eram în satul meu 13. Vai, săracul bădița 14. Sara bună, mândro bună 15. S-o dus badea-n luna mai 16. Toate zilele-s cu dor 17. Auziți feciori cu țundră 18. Sună codrul și răsună 19. Cât o fost vara de lungă 20. Presărate-s stele-n nori 21. Cât îi soarele de sus 22. Ușor bade, să nu cazi 23. Sară bună, lună plină 24. Zi-i bade cu fluiera 25. Dragu mi-i ulița lungă 26. Sărace, doruțule | O.M.P.R., dirijori: Paraschiv Oprea (1, 5, 7, 11, 15, 23) George Vancu (2, 6, 10, 17, 21, 25, 26) Radu Voinescu (9) , Victor Predescu (14, 24), orchestra George Vancu (3, 4, 8, 12, 16, 18-20, 22), orchestra Radu Voinescu (13) |

## Radio România
Toate înregistrările Lucreției Ciobanu din Fonoteca Radio România au fost efectuate pe benzi de magnetofon.
| Anul înreg. | Piese | Acompaniament                        | Note |
| 1956        | Dorul de la bădița La fântâna Vadului Pe la noi pe la Săliște | O.M.P.R., dirijor Radu Voinescu      |      |
| 1959        | Dragu mi-i în sat să joc | O.M.P.R., dirijor Ion Luca Bănățeanu |      |
| 1960        | Sara bună, mândro bună | O.M.P.R., dirijor Victor Predescu    |      |
| 1961        | Cine n-are dor pe vale Pe izvor, pe izvoraș | O.M.P.R., dirijor Radu Voinescu      |      |
| 1961        | Cât îi soarele de sus Mă mir codrule de tine Pe la noi pe la Săliște Vin ciobanii printre munți Zi-i bade cu fluiera | O.M.P.R., dirijor Victor Predescu    |      |
| 1961        | Spune-mi mândro adevărat | O.M.P.R., dirijor George Vancu       |      |
| 1963        | Lung îi drumul și bătut | O.M.P.R., dirijor Radu Voinescu      |      |
| 1963        | Codrule, frunzele tale Hai flăcăi din multe sate Mult mi-i dor și iar mi-i dor Munte, munte, brad frumos | O.M.P.R., dirijor George Vancu       |      |
| 1964        | Feciorii din Rășinari Ia uitați-vă feciori Când vii bade-n șezătoare | O.M.P.R., dirijor George Vancu       |      |
| 1966        | Doină oltenească (Foaie verde bob năut) Dragu mi-i ulița lungă | O.M.P.R., dirijor George Vancu       |      |
| 1967        | Auziți feciori cu țundră Bade, pălărie mică Cât îi soarele de sus Dorule, rău ai pornit Eu plec satule din tine Sus la crâșmă-n Dealul Mare (Laie Chioru') | O.M.P.R., dirijor George Vancu       |      |
| 1968        | Sărace, doruțule | O.M.P.R., dirijor George Vancu       |      |
| 1970        | Bădiță, sărutul tău Chiuie badea din coastă Cobor oile, cobor Pe la poarta cui mi-e drag Pleacă oile la munte Ridică-te, negură! | O.M.P.R., dirijor George Vancu       |      |
| 1992        | Au plecat pe drum la vale Badea numai cizme are Bate vântul de la munte Bate vântul vinerea Bate vântu-n curmătură Când mă văd în neamul meu Cobor oile, cobor Iar se duc mioarele Ia-mă bădiță de mijloc Mândruță de la Novaci Mi s-o dus bădița, dus Mulțumescu-ți, primăvară! Pleacă oile la munte Sară bună, lună plină S-o dus badea-n luna mai | O.M.P.R., dirijor George Vancu       |      |